# Damano Solomon
Damano Rio Solomon (13 ottobre 1994) è un calciatore giamaicano, centrocampista del Portmore Utd e della Nazionale giamaicana.

## Carriera

### Club
Ha sempre giocato in Giamaica, per Sporting Central Academy e Portmore Utd.

### Nazionale
Viene convocato per la Copa América Centenario negli Stati Uniti.